# Pingalla midgleyi
Pingalla midgleyi é uma espécie de peixe da família Terapontidae.
É endémica da Austrália.